# Eine alltägliche Verwirrung
Eine alltägliche Verwirrung ist eine kurze parabelartige Geschichte von Franz Kafka, die 1917 entstand und die postum veröffentlicht wurde. Es ist eine Darstellung der täglichen Tücken und Irrungen, die in einem Scheitern enden.

## Inhalt
Die Geschichte beginnt mit dem programmatischen Satz: „Ein alltäglicher Vorfall: sein Ertragen eine alltägliche Verwirrung.“
Dieser Satz entspringt jedoch einem Lesefehler (bzw. Editionsfehler) Max Brods; in der kritischen Ausgabe (und in den Handschriften) steht nicht „Verwirrung“, sondern „ein alltäglicher Heroismus“.
Person A und Person B aus H wollen in H ein wichtiges Geschäft abschließen.
Sie kommen aber nicht zusammen. Die verschiedene Dauer der Weglängen und die mangelnde Vereinbarung des Treffpunktes führen für beide zu einem Verwirrspiel und verhindern das Treffen.
Sie sind sich sogar zwischenzeitlich begegnet, ohne dass sich A dessen bewusst wurde, obwohl er dabei mit B gesprochen hat. Er war aber offenbar darauf fixiert, B nur in H erreichen zu können und konnte ihn an anderer Stelle gar nicht zur Kenntnis nehmen. B wartet bei ihm zu Hause. Als A das erfährt, beeilt er sich in seine Wohnung zu kommen, stürzt aber auf der Treppe.
Am Schluss bleibt A verletzt liegen und B verschwindet wütend.

## Textanalyse und Deutungsansatz
Die Geschichte liest sich wie eine Mathematik- oder Physikaufgabe. Die Personen A und B und der Ort H sind beliebige Größen, das heißt auch, sie stehen für jede beliebige Person und jeden beliebigen Ort. Auch die Zeit- und Ortsbezüge werden variabel und entziehen sich einem fixierenden Zugriff. Darin könnte auch eine spielerische Assoziation an die Relativitätstheorie mit ihrer Neudefinition von Raum und Zeit erkannt werden.
Zeit und Raum sind überwindbar. Was nun eigentlich eine Befreiung sein könnte, wendet sich aber gerade gegen das menschliche Streben.
Es sind nicht physikalische Ursachen, die Zeit und Raum so relativ und unscharf erscheinen lassen. Es sind die Einschätzungen der Menschen, ihre Hoffnung, ihr Bangen aber auch einfaches Glück, oder wie hier: Unglück, die die Wege kurz oder lang werden lassen oder Aufmerksamkeit verhindern oder falsche Orte vorgeben.
Im Eingangssatz wird der Zusammenhang zwischen dem neutralen Tatbestand „alltäglicher Vorfall“ mit seiner quälenden Wirkung auf den Menschen „Ertragen einer alltäglichen Verwirrung“ verbunden. Wieder ist das Scheitern Kafkas Thema, hier das Scheitern an der Tücke des Alltags. Es scheint zwar einerseits zufällig und paradox, andererseits aber auch voll zwangsläufiger Logik. Wieder sind es ähnlich wie in der Erzählung Der Dorfschullehrer zwei Personen, die eigentlich das Gleiche wollen, deren Intention aber vom Schicksal verhindert wird. Oder doch eher durch ihre eigene Unzulänglichkeit, durch Flüchtigkeit und Ungeduld?

## Ausgaben
- Franz Kafka: Sämtliche Erzählungen. Herausgegeben von Paul Raabe. Fischer-Taschenbuch-Verlag, Frankfurt am Main 1970, ISBN 3-596-21078-X.
- Franz Kafka: Erzählungen und andere ausgewählte Prosa. Herausgegeben von Roger Hermes. Fischer-Taschenbuch-Verlag, Frankfurt am Main 1996, ISBN 3-596-13270-3.
- Franz Kafka: Nachgelassene Schriften und Fragmente II. Herausgegeben von Jost Schillemeit. Fischer-Taschenbuch-Verlag, Frankfurt am Main 2002, S. 35/36.

## Sekundärliteratur
- Peter-André Alt: Franz Kafka: Der ewige Sohn. Eine Biographie. Verlag C.H. Beck, 2005, ISBN 3-406-53441-4.